# Ormiscodes inornata
Ormiscodes inornata är en fjärilsart som beskrevs av Eugène Louis Bouvier 1925. Ormiscodes inornata ingår i släktet Ormiscodes och familjen påfågelsspinnare. Inga underarter finns listade i Catalogue of Life.